# Accidents et incidents d'Air France
Liste des accidents les plus marquants de la compagnie Air France. Les "écrasements" d'avions des compagnies UTA et KLM n'y sont pas mentionnés. Il a pu y avoir des accidents survenus à des avions d'autres compagnies aériennes affrétés par Air France pour réaliser son programme de vol (un exemple est le "crash" (en français: "écrasement") du Boeing 727-230 de la compagnie équatorienne TAME affrété par Air France pour le tronçon Bogota-Quito de la ligne Paris-Quito en 1998 (vol Air France 422), ayant fait 53 morts le 20 avril 1998 ).
La compagnie a connu 158 incidents graves et accidents (hors Air Inter) depuis 1946, soit 5 tous les deux ans.
| Date               | Avion                                | Immatriculation | Numéro de série | Nombre de morts | Description |
| ------------------ | ------------------------------------ | --------------- | --------------- | --------------- | --- |
| 15 janvier 1934    | Dewoitine D.332                      | F-AMMY          |                 | 10/10           | Le Dewoitine D.332 L'Émeraude, assurant une liaison Saigon-Paris s'écrase sur une colline du Morvan, à Corbigny. |
| 9 mai 1934         | Wibault 282                          | F-AMHP          |                 | 6/6             | à Dungeness, vol Paris-Londres |
| 8 décembre 1937    | Potez 621                            | F-AOTZ          |                 | 2/7             | à Saint-Sauveur-en-Diois, vol Paris-Marseille |
| 3 septembre 1946   | Douglas C-53D-DO                     | F-BAOB          |                 | 22/22           | Entre Copenhague et Paris |
| 4 septembre 1946   | Douglas DC-3D                        | F-BAXD          |                 | 19/26 + 1       | Entre Paris et Londres |
| 1er février 1947   | Douglas DC-3C                        | F-BAXQ          |                 | 15/16           | Entre Bordeaux et Lisbonne |
| 14 mars 1947       | Douglas DC-3                         | F-BAXO          |                 | 23/23           | Reliait Marseille à Paris avec escale à Lyon et s'écrase en percutant un sommet du Vercors à 1 800 mètres d'altitude. |
| 30 juin 1947       | Junkers 52                           |                 |                 | 13/13           | Reliait Yaoundé à Douala Bangui |
| 6 janvier 1948     | Douglas DC-3D                        | F-BAXC          | t               | 16/16           | Entre Bruxelles et Paris |
| 1er août 1948      | Latécoère 631                        | F-BDRC          |                 | 52/52           | Entre Fort-de-France et Port-Étienne |
| 23 novembre 1948   | SNCASE SE 161 Languedoc              | F-BATM          | 13              | 1/5             | Vol d’essai sur l’aérodrome de Montaudran à Toulouse (piste Latécoère). Les commandes de l’appareil ont été accidentellement inversées. Le pilote Emmanuel ARIN trouve la mort à la suite de ses blessures. |
| 28 octobre 1949    | Lockheed Constellation               | F-BAZN          | 2546            | 48/48           | Accident du vol Paris-New York d'Air France aux Açores : l'appareil qui assurait la liaison Paris-New York s'écrase sur une montagne de l'île São Miguel, dans les Açores. 48 morts (dont Marcel Cerdan et Ginette Neveu), aucun survivant. |
| 22 janvier 1950    | Douglas DC-4                         | F-BBDB          |                 | 0               | Visite d'entretien - Ateliers Air France Orly Nord, (incendie) |
| 12 juin 1950       | Douglas DC-4                         | F-BBDE          |                 | 46/52           | Entre Saïgon et Paris via Bahreïn |
| 14 juin 1950       | Douglas DC-4                         | F-BBDM          |                 | 40/53           | Entre Saïgon et Paris via Bahreïn |
| 3 février 1951     | Douglas DC-4                         | F-BBDO          |                 | 29/29           | Entre Douala et Niamey (Mont Cameroun) |
| 3 mars 1952        | SE.161                               | F-BCUM          |                 | 38/38           | Entre Nice et Paris |
| 3 août 1953        | Lockheed L-749                       | F-BAZS          | 2628            | 4/42            | Accident aérien de Fethiye. L'avion assurant la liaison entre Paris et Téhéran, avec escales à Rome et Beyrouth, est victime d'une panne-moteur et amerrit au large des côtes turques |
| 1er septembre 1953 | Lockheed L-749 Constellation         | F-BAZZ          | 2674            | 42/42           | Vol 178 Air France : l'avion assurant le vol Paris-Saigon via Nice, s'écrase contre le mont Cimet (Alpes-de-Haute-Provence) |
| 12 décembre 1956   | Vickers 708 Viscount                 | F-BGNK          |                 | 5/5             | Lors d'un vol d'essai, l'avion s'écrase et se désintègre à une trentaine de kilomètres de l'aéroport de Paris-Orly, d'où il avait décollé. Les causes de cet accident n'ont jamais été déterminées. |
| 8 avril 1957       | Douglas C-47 Skytrain                | F-BEIK          |                 | 34/34           | Entre Biskra et Alger Dar El Beïda |
| 21 avril 1957      |                                      |                 |                 | 1               | Aspiration et mort d'un passager par un hublot dans un Super Constellation au dessus de l'Irak |
| 31 mai 1958        | Douglas C-47 Skytrain                | F-BHKV          |                 | 15/15           | Entre Alger et Colomb-Béchar |
| 24 décembre 1958   | Lockheed Constellation               | F-BAZX          | 2527            | 0/34            | L'avion s'écrase avant l'atterrissage à Vienne, en Autriche. L'équipage eut le temps d'évacuer les 28 passagers avant que l'avion ne prenne feu. L'avion a été détruit. |
| 29 août 1960       | Lockheed L-1049G Super Constellation | F-BHBC          | 4622            | 63/63           | Le vol 343 Air France s'écrase près de Dakar au Sénégal durant sa phase d'approche. Les raisons précises de ce crash n'ont jamais été élucidées mais la formation de l'Ouragan Donna dans le secteur pourrait être en cause. |
| 10 mai 1961        | Lockheed L-1649A Starliner           | F-BHBM          | 1027            | 78/78           | Le vol 406 Air France, Brazzaville-Paris s'écrase en Algérie, à environ 150 km au nord d'Edjelé dans le désert du Sahara. Le 3°Groupe Saharien Motorisé a été le premier sur les lieux de l'accident. |
| 12 septembre 1961  | SE-210 Caravelle III                 | F-BJTB          | 68              | 77/77           | Le vol Air France 2005 s'écrase lors de son approche vers Rabat, au Maroc. |
| 3 juin 1962        | Boeing 707-328                       | F-BHSM          |                 | 130/132         | Le vol 007 Air France à destination d' Atlanta-City s'écrase lors d'un décollage de Paris-Orly interrompu au-delà de la vitesse de rotation. |
| 22 juin 1962       | Boeing 707-328                       | F-BHST          |                 | 113/113         | Le vol 117 Air France en provenance de Paris et à destination de Santiago du Chili, via la Guadeloupe, s'écrase lors de l'approche de l'aéroport de Pointe-à-Pitre à la suite de multiples pannes des instruments de bord et du radar d'approche de l'aéroport, et en raison du mauvais temps. |
| 6 mars 1968        | Boeing 707-328C                      | F-BLCJ          |                 | 63/63           | Le vol 212 Air France s'écrase contre la Soufrière lors de son approche vers Pointe-à-Pitre (Guadeloupe) après une erreur des pilotes qui ont tenté une approche à vue de nuit. |
| 11 septembre 1968  | SE-210 Caravelle III                 | F-BOHB          | 244             | 95/95           | Le vol 1611 Air France entre Ajaccio et Nice s'abîme au large de Nice. |
| 3 décembre 1969    | Boeing 707-328C                      | F-BHSZ          |                 | 62/62           | Le vol 212 Air France sombre dans la mer peu après son décollage de Caracas (Venezuela) pour Pointe-à-Pitre (Guadeloupe). |
| 18 octobre 1973    | Boeing 727-228                       | F-BPJC          |                 | 1/112           | Le vol Paris-Nice est détourné par une femme protestant contre la sortie du film Les Aventures de Rabbi Jacob, qu'elle imagine « anti-palestiniens », deux semaines après le début de la guerre du Kippour. L'auteur des faits est Danielle Cravenne épouse de l'attaché de presse du film. La forcenée demandant d'atterrir au Caire, le pilote de l'appareil la raisonne et obtient d'elle l'accord de se poser à l'aéroport de Marseille Marignane pour ravitaillement, n'ayant pas assez de carburant pour joindre l'Égypte. À Marignane, le GIPN s'introduit dans l'avion et abat Danielle Cravenne. |
| 26 juin 1988       | Airbus A320-111                      | F-GFKC          |                 | 3/136           | Le vol 296 Air France s'écrase lors d'un meeting aérien à Habsheim alors que l'avion volait à faible vitesse et faible altitude. Les pilotes n'arrivent pas à remettre les gaz au bon moment pour reprendre de l'altitude, et l'appareil s'écrase dans une forêt en bout de piste. |
| 12 septembre 1993  | Boeing 747-428                       | F-GITA          |                 | 0/272           | Le vol 72 Air France, entre Paris et Papeete via Los Angeles rate son atterrissage, sort de piste et finit dans le lagon. Les réparations seront effectuées sur place et l'avion remis en service PPT-LAX le 5 janvier 1994. |
| 26 décembre 1994   | Airbus A300B2-1C                     | F-GBEC          |                 | 7/221           | La prise d'otages du vol 8969 Air France conduit à la mort de 7 personnes, dont les 4 terroristes qui meurent lors de l'intervention du GIGN à Marseille. |
| 5 mars 1999        | Boeing 747-2B3F (Cargo)              | F-GPAN          |                 | 0/5             | Vol 6745 Air France : entre Paris et Chennai (ex-Madras). |
| 25 juillet 2000    | Concorde                             | F-BTSC          | 203             | 109/109 + 4     | Le vol 4590 Air France s'écrase sur un hôtel de Gonesse peu après son décollage de Roissy-Charles-de-Gaulle (Paris) après avoir pris feu en roulant sur une pièce perdue d'un McDonnell Douglas DC-10-30 de Continental Airlines. |
| 2 août 2005        | Airbus A340-313X                     | F-GLZQ          |                 | 0/309           | Le vol 358 Air France pendant son atterrissage par mauvais temps sort de la piste à l'aéroport international Pearson de Toronto. L'avion est détruit. |
| 2 mai 2005         | Boeing 777                           |                 |                 | 0/34            | Le vol 953 Air France reliant Malabo à Paris en ayant une escale à Douala est detournée de son chemin originale à cause de l'orage dégradant qui s'abattait sur Douala. L'avion décolle à 20h02 heure locale, le vol devait durer 30 minutes. Vers 20h04 les alarmes "Terrain Ahead! Pull Up! se mettent à sonner et les pilotes décident de remettre les gaz passant tout près d'une montagne. |
| 1er juin 2009      | Airbus A330-203                      | F-GZCP          |                 | 228/228         | Le vol 447 Air France reliant Rio de Janeiro à Paris s'abîme dans l'océan Atlantique après plusieurs heures de vol. C'est la catastrophe la plus meurtrière jamais connue par l'aviation française. |
| 30 septembre 2017  | Airbus A380                          | F-HPJE          |                 | 0/520           | Le vol 66 Air France reliant Paris à Los Angeles est contraint de se dérouter sur la base des Forces canadiennes Goose Bay au Canada à la suite d'une désintégration du réacteur numéro 4. |
| 18 septembre 2021  | Boeing 777                           | F-GSQD          |                 | 0               | Le vol 393 Air France reliant Pékin à Paris est contraint de faire demi-tour à l'aéroport Pékin-Capitale à la suite d'un dégagement de fumée détecté en cabine. Il n'y a aucun blessé à déplorer. |
| 5 avril 2022       | Boeing 777                           | F-GSQJ          |                 | 0               | Le vol Air France 011 reliant New York à Paris, dévie sur sa gauche alors qu'il était en approche finale à 1200 pieds (soit à 365 mètres du sol). Après une remise des gaz chaotique durant laquelle les deux pilotes agissent simultanément sur les commandes, l'avion atterrit normalement sur une autre piste. |
| 28 août 2022       | Airbus A320                          |                 |                 |                 | Deux pilotes d'Air France ont été suspendus après s'être battus physiquement dans le cockpit d'un Airbus A320. |